# Busturia
Busturia város Spanyolországban,  Bizkaia tartományban. Busturia Bermeo, Mundaka, Sukarrieta, Gautegiz Arteaga, Murueta, Errigoiti és Arrieta községekkel határos. Lakosainak száma 1656 fő (2024).

## Népesség
A település népessége az utóbbi években az alábbiak szerint változott:
| Lakosok száma | 1670 | 1685 | 1731 | 1746 | 1745 | 1693 | 1676 | 1616 | 1667 | 1656 |
|               | 2001 | 2004 | 2007 | 2009 | 2012 | 2014 | 2017 | 2019 | 2022 | 2024 |